# Мезоамериканское мировое древо

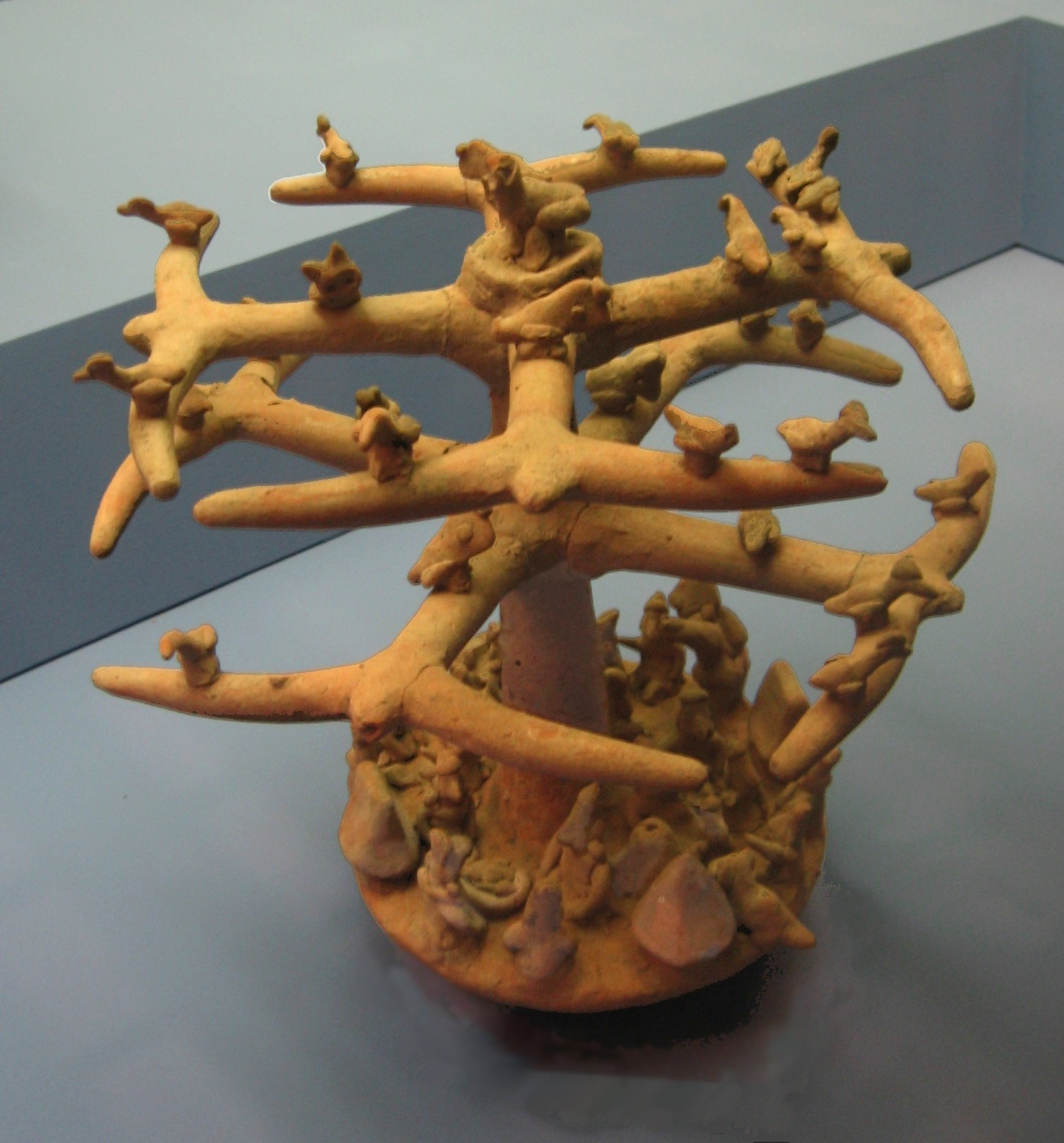

Мезоамериканское мировое дерево — распространённый мотив в мифической космологии, мифотворчестве и иконографии доколумбовых культур Мезоамерики. В Центральной Америке мировое дерево являлось воплощение четырёх сторон света, которые также служат для представления четырёхсторонней природы центрального мирового дерева, символической Оси мира, соединяющей подземный и небесный миры с земным.
Изображения мирового дерева, как в аспектах сторон света, так и Оси мира, отыскиваются в художественных и мифологических традиций многих культур, таких как майя, ацтеки, исапа, миштеки, ольмеки и другие, начиная по крайней мере с середины конца начального периода Мезоамериканской хронологии. У майя роль центрального мирового дерева в мифах и изображениях выполняла сейба, оно было известно под разными названиями — wacah chan или yax imix che в зависимости от конкретного диалекта. Ствол зачастую изображался в виде вертикально расположенного каймана, чья кожа напоминает колючую кору мирового дерева.
Мировые деревья сторон света также связаны с четырьмя временами года в мезоамериканских календарях и цветами и божествами сторон света. К мезоамериканским кодексам, которые включают эту ассоциацию, относятся Дрезденский кодекс, кодекс Борджиа и кодекс Феджервари-Мейера. Предполагается, что мезоамериканские площади и церемониальные места часто имели похожие деревья, посаженные на каждом из четырёх основных направлений, представляющих четырёхстороннюю концепцию.
Пятая стела исапа считается возможным изображением Мирового Древа.
Всемирный деревьев часто изображается с птицами на их ветвях (по одной из гипотез, они символизируют души умерших, ещё не сошедших в преисподнюю), а их корни уходили в землю или воду (иногда в самом конце в «водяное чудовище», символ подземного мира).
Мировое дерево также могло интерпретироваться как представление полосы Млечного Пути.